# Cojito
El cojito es un cóctel dulce hecho con lima y menta, y típicamente con ron y coco. Es una variante del mojito, pero normalmente se le añade sabor a coco. Esto puede hacerse añadiendo leche de coco o licores con sabor a coco, o utilizando ron con sabor a coco, como Blue Chair Bay, Cruzan, Naiguatá (Venezuela) o Malibu. También se puede utilizar coco en el borde de la copa martinera. El uso de ron de coco le da al cojito un sabor más «tropical» que el mojito. El fuerte sabor a menta puede hacer que algunos reduzcan la cantidad de hojas que se utilizan.

## Variantes
Existen múltiples variantes del cojito:
- El cojito espumoso incluye agua mineral.[1] Del mismo modo, se puede incluir refresco de lima-limón en la receta.[5]
- Los cojitos de hierbas pueden incluir albahaca[2][7] e incluso limoncillo como ingredientes.[7]

## Lugares
El cojito es popular en Cuba, y se considera una bebida «latina», pero también se sirve en restaurantes de las Islas Vírgenes Británicas, Estados Unidos, e incluso Laos.